# نواه كلارك
نواه كلارك (بالإنجليزية: Noah Clarke)‏ هو لاعب هوكي الجليد أمريكي، ولد في 11 يونيو 1979 في لا فيرني في الولايات المتحدة.

## وصلات خارجية
- نواه كلارك على موقع دوري الهوكي الوطني (الإنجليزية)
- نواه كلارك على موقع EliteProspects.com (الإنجليزية)
- نواه كلارك على موقع HockeyDB.com (الإنجليزية)
- نواه كلارك على موقع Hockey-Reference.com (الإنجليزية)